# Dipalpur
Dipalpur ou Depalpur (en ourdou : دِيپالپُور) est une ville pakistanaise, située dans le district d'Okara, dans le centre de la province du Pendjab. Elle est également la capitale du tehsil éponyme.
La ville est située à proximité de la frontière indienne, et est à environ 25 kilomètres de la capitale du district, Okara. Elle est incluse dans la région dite « Majha », correspondant au centre du Pendjab, et est également à proximité du Beâs. Par ailleurs, la ville possède une longue et riche histoire, notamment militaire et religieuse.
La population de la ville a été multipliée par près de sept entre 1972 et 2017, passant de 13 933 habitants à 99 858. Entre 1998 et 2017, la croissance annuelle moyenne s'affiche à 3,0 %, supérieure à la moyenne nationale de 2,4 %. En 2023, la population de la ville monte à 122 759 habitants.
|            | 1972 (rec.) | 1981 (rec.) | 1998 (rec.) | 2017 (rec.) | 2023 (rec.) |
| ---------- | ----------- | ----------- | ----------- | ----------- | ----------- |
| Population | 13 933      | 25 237      | 57 224      | 99 858      | 122 759     |